# Tempestade subtropical Alpha (2020)
A tempestade subtropical Alpha foi um ciclone subtropical muito invulgar que atingiu Portugal, sendo a primeira ocorrência registada no país. O sistema também foi o ciclone tropical atlântico de formação mais oriental já registado na bacia, excedendo o recorde anterior da tempestade tropical Christine em 1973. O vigésimo quarto ciclone e a vigésima segunda tempestade nomeada da temporada de furacões no Atlântico extremamente ativa e recorde de 2020, Alpha se originou de uma grande baixa não tropical que foi monitorada pela primeira vez pelo National Hurricane Center em 15 de setembro. Inicialmente não se previa a transição para um ciclone tropical, a baixa gradualmente seguiu na direção sul-sudeste por vários dias com pouco desenvolvimento. Em 18 de setembro, a baixa começou a se separar de suas feições frontais e exibiu organização suficiente para ser classificada como um ciclone subtropical ao se aproximar da Península Ibérica, tornando-se uma tempestade subtropical mais tarde naquele dia. Alpha depois chegou a terra ao norte de Lisboa, Portugal, durante a noite de 18 de setembro, tornando-se o primeiro ciclone (sub) tropical em Portugal continental. Alpha também foi o terceiro ciclone (sub) tropical confirmado na Europa continental, após um furacão na Espanha em 1842 e o furacão Vince (como uma depressão tropical) em 2005. Alfa enfraqueceu rapidamente e tornou-se uma baixa remanescente no início de 19 de setembro.
Pelo menos dois tornados foram confirmados em Portugal e uma pessoa morreu devido a ventos fortes. O total de prejuízos foi estimado ser nos milhões de euros.

## História meteorológica
Em 15 de setembro, o Centro Nacional de Furacões começou a monitorar um sistema não tropical de baixa pressão longe ao norte dos Açores para um possível desenvolvimento num ciclone tropical ou subtropical, já que era esperado que ocorresse perto de uma área de água quente a oeste de Portugal. O desenvolvimento do sistema foi inicialmente muito lento, e o NHC não considerou provável que ele se desenvolvesse nessa altura. O caminho da baixa seguiu geralmente na direção sul-sudeste durante o dia seguinte e, conforme se aproximava da Península Ibérica, as chances pareciam estar diminuindo para qualquer desenvolvimento subtropical do ciclone. No entanto, a atividade da tempestade tornou-se mais concentrada e organizada perto do centro da baixa à medida que gradualmente mudava as suas características frontais, embora a baixa central lutasse para se tornar a característica dominante. Esta característica baixa central logo se tornou envolvida na baixa não tropical maior, e a atividade da tempestade persistiu. Uma combinação de imagens de radar de Portugal, passagens do dispersômetro e dados de vento derivados de satélite logo revelaram que a tempestade subtropical Alpha se formou às 16:30 UTC, em 18 de setembro, a apenas algumas centenas de quilómetros da costa de Portugal, e já estava produzindo ventos sustentados até 80 km/h (50 mph) e rajadas de até 108 km/h (67 mph).
Duas hora depois, às 18:30 UTC, Alpha fez landfall perto do centro de Portugal no pico de intensidade, com uma pressão atmosférica de 996 mbars (29,44 inHg ), com base numa pressão superficial de 999 mbar (20,50 inHg) a ser registada em Monte Real, Portugal, bem a norte do ciclone.  Alpha então enfraqueceu rapidamente conforme se dirigia para a Península Ibérica, e tornou-se uma baixa remanescente às 03:00 UTC em 19 de setembro.

## Preparações e impacto

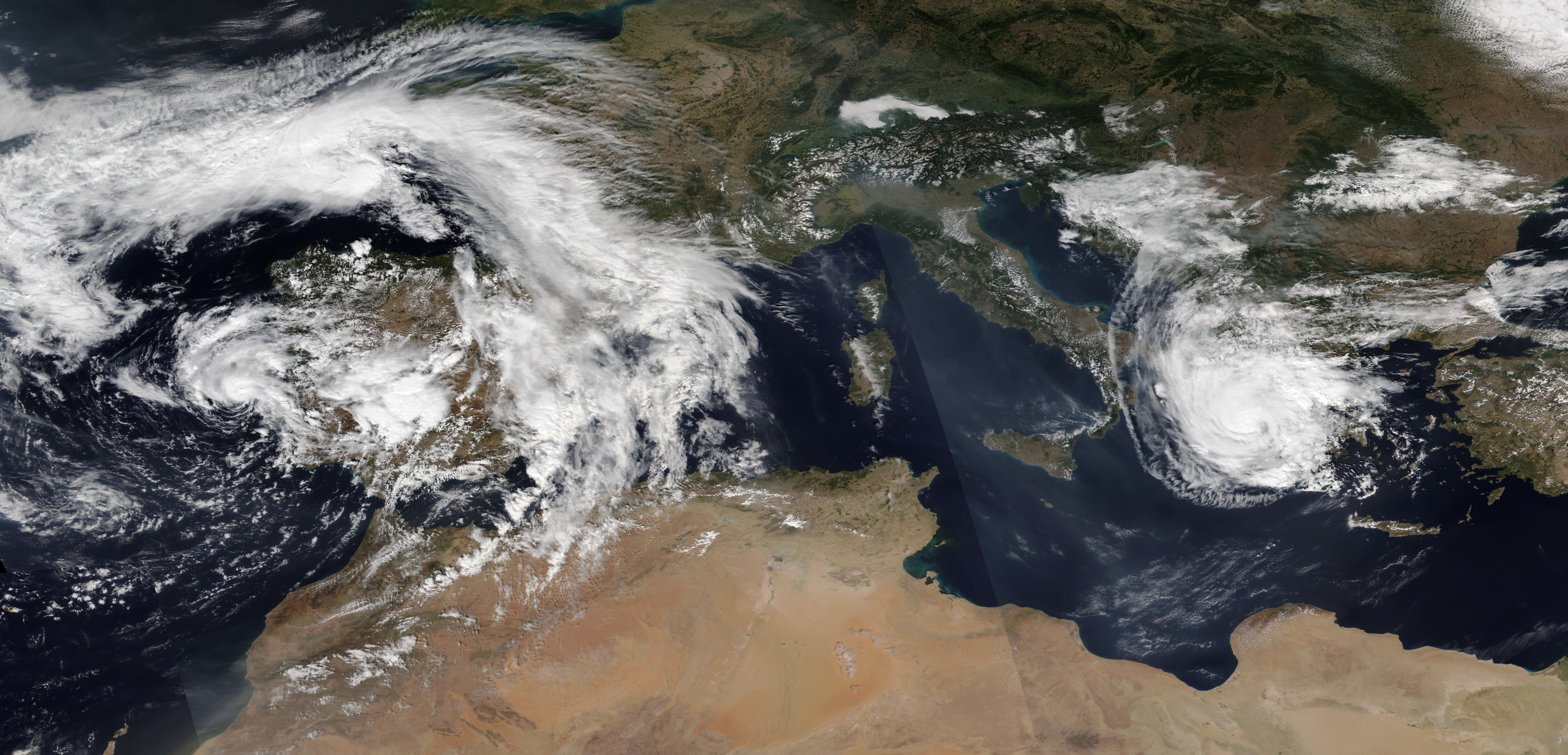
Tempestade subtropical Alpha (esquerda) e Medicane Ianos (direita) no Mediterrâneo em 18 Setembro

Em preparação para Alpha em 18 de setembro, foram emitidos avisos laranja para vento forte e chuva forte no distrito de Coimbra e no distrito de Leiria, em Portugal. Ventos devido a Alpha e sua baixa não tropical associada causaram faltas de energia generalizadas, árvores caídas e dezenas de veículos danificados. Tempestades supercelulares associadas ao sistema geraram pelo menos dois tornados confirmados em Beja e Palmela. As inundações extremas nas ruas também se tornaram proeminentes em algumas cidades do oeste de Portugal, particularmente Setúbal.  Os ventos derrubaram uma torre de rádio na Senhora do Monte e os danos foram descritos como "irreparáveis". Em todo o país, houve 203 relatos de árvores caídas, 174 relatos de pequenas enchentes, 88 estruturas danificadas e 82 estradas bloqueadas por escombros. Destas notificações, 143 ocorreram no Distrito de Leiria e 135 no Distrito de Lisboa.
Na Espanha, a frente associada a Alpha causou o descarrilamento de um comboio em Madrid, embora ninguém tenha ficado gravemente ferido. Uma mulher morreu em Calzadilla depois que um telhado desabou em cima dela. Alpha também causou tempestades com raios na Ilha Ons, o que levou a um incêndio florestal.

## Nomenclatura e registos
- Alpha é a 22ª tempestade tropical / subtropical nomeada mais temporã, batendo a antiga marca de 17 de outubro do Wilma em 2005 por 29 dias,[18] e marcou a segunda vez na história registada (juntando 2005) que a lista de nomenclatura principal se esgotou e as letras gregas foram usadas.

- Formando-se a uma longitude de 9,3 ° W Alpha ultrapassou a tempestade tropical Christine de 1973, que se formou a 14,0 ° W como o ciclone tropical ou subtropical de formação mais oriental já registrado no Atlântico. Alpha atingiu o continente no centro de Portugal na noite de sexta-feira, 18 de setembro de 2020 foi o primeiro ciclone tropical ou subtropical registado a atingir o continente em Portugal.[19]

- Depois da chegar a terra foi o primeiro ciclone tropical ou subtropical a aterrizar em Portugal continental, e apenas o terceiro confirmado a atingir o continente europeu, após um furacão na Espanha em 1842 e o furacão Vince (como uma depressão tropical) em 2005.[20]